# Burton Cummings Massey Hall
Burton Cummings Massey Hall är det tolfte soloalbumet av Burton Cummings som tidigare var med i gruppen The Guess Who utgivet 30 oktober 2012. Albumet har en tydlig Pop / Rock och Balladkaraktär.

## Låtlista
1. No Sugar Tonight/New Mother Nature - 5:52 (Randy Bachman / Burton Cummings)
2. Albert Flasher - 3:09 (Burton Cummings)
3. Clap For The Wolfman - 4:22 (Burton Cummings / Bill Wallace / Kurt Winter)
4. Laughing - 3:18 (Randy Bachman / Burton Cummings)
5. Guns Guns Guns - 4:13 (Burton Cummings)
6. Stand Tall - 4:43 (Burton Cummings)
7. Hand Me Down World - 3:48 (Kurt Winter)
8. Above The Ground  - 3:58 (Burton Cummings)
9. Running Back To Saskatoon - 4:45 (Burton Cummings / Kurt Winter)
10. Undun - 3:49 (Randy Bachman)
11. I'm Scared - 4:42 (Burton Cummings)
12. We Just Came From The USA - 3:49 (Burton Cummings)
13. These Eyes - 3:57 (Randy Bachman / Burton Cummings)
14. American Woman - 4:55 (Randy Bachman / Burton Cummings / Jim Kale / Garry Peterson)
15. Timeless Love - 4:12 (Burton Cummings)
16. Star Baby - 2:40 (Burton Cummings)
17. No Time - 4:44 (Randy Bachman / Burton Cummings)
18. Share The Land - 5:05 (Burton Cummings)

## Medverkande
- Burton Cummings - Sång, Grand Piano, Harpsichord, Clavinet, Moog, Melltron, Arp String Synthesizer

- Elektrisk Gitarr - Tim Bovaconti / Dave Love / Ross Vannelli
- Akustisk Gitarr - Tim Bovaconti / Dave Love
- Trummor - Sean Fitzsimons
- Percussion - Sean Fitzsimons / Nick Sinopoli
- Basgitarr - Jeff Jones
- Bakgrundssång - Tim Bovaconti / Sean Fitzsimons / Jeff Jones / Dave Love / Nick Sinopoli / Ross Vannelli / The Frogettes / The Perry Sisters

- Bakgrundssång Och Orkester Arrangemang Av Burton Cummings
- Producent Burton Cummings För UNIVERSAL MUSIC CANADA 2012.
- Skivnummer UNIVERSAL Records 5340959 (6 00753-40959 6)